# Secans de Mas de Melons-Alfés
Secans de Mas de Melons-Alfés és un espai natural protegit situat entre les comarques de les Garrigues i el Segrià, amb una superfície de 7.616 hectàrees. És un espai de transició entre el riu Segre i els seus afluents amb l'interior continental i elevat de la plataforma garriguenca, i pertany als següents municipis: Albatàrrec, Lleida, Artesa de Lleida, Puigverd de Lleida, Castelldans, El Cogul, Aspa i Alfés.
L'espai natural Secans de Mas de Melons-Alfés està designat com a Zona d'Especial Protecció per a les Aus (ZEPA) i inclòs a la Xarxa Natura 2000.

## Vegetació
L'espai natural protegit dels Secans de Mas de Melons - Alfés presenta una diversitat d'usos del sòl força elevada, ja que, tot i el predomini dels conreus herbacis, i del sòl emprat en l'activitat agrícola en general (79%), existeix un mosaic de sòl agrícola herbaci i llenyós i sòl recobert de vegetació natural. La zona planera es troba ocupada per grans extensions de conreus herbacis de secà. En canvi, a l'extrem est, més elevat i accidentat, acull els conreus llenyosos de secà, formats principalment per olivera i en menor mesura per fruiters de fruita seca. La zona nord de l'espai natural, travessada per la séquia quarta del canal d'Urgell, és l'única superfície en la que es practica el cultiu herbaci de regadiu. La vegetació natural existent està dominada per les brolles de romaní amb ginesta biflora, que es concentren a la meitat est de l'espai, entre Aspa i el Cogul, on el relleu del sòl és més accidentat i dificulta el seu aprofitament agrícola. De manera més dispersa, intercalades entre els camps de conreu, existeixen petites extensions de matollars halonitròfils i brolles de romaní amb foixarda.

## Fauna

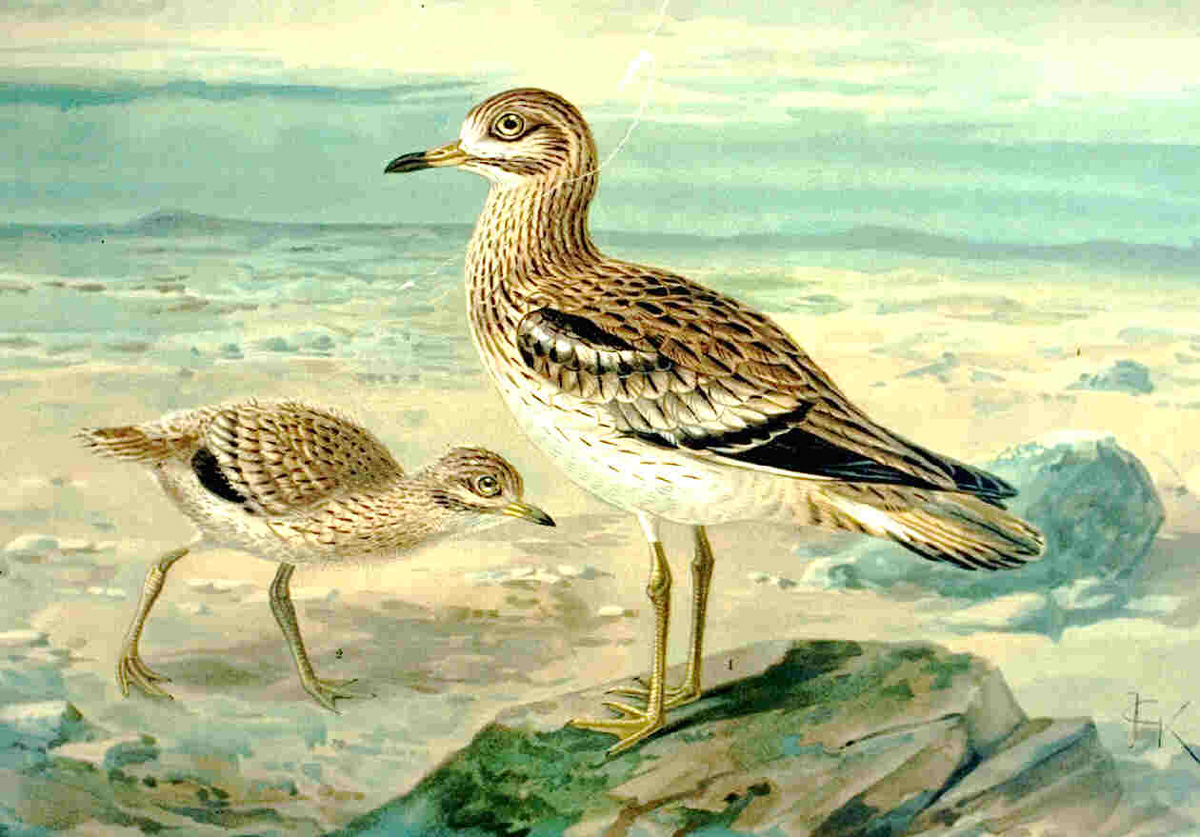
L'espai acull una de les poblacions més importants de torlit

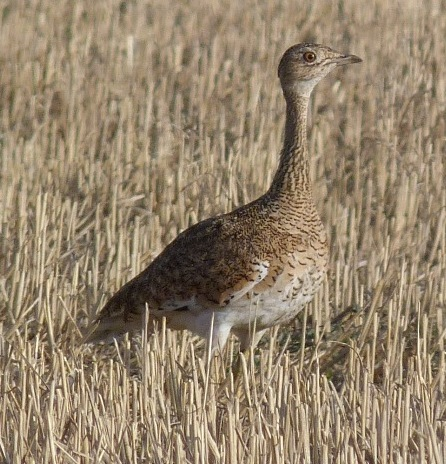
Femella de sisó

En aquesta  zona d'especial protecció per a les aus, les espècies prioritàries són la ganga, el gaig blau, la terrerola vulgar, la trenca, la calàndria, l'alosa becuda i el xoriguer petit. Acull una de les poblacions més importants de torlit (Burhinus oedicnemus), uns 16-50 mascles de sisó (Tetrax tetrax), el 17% de la població catalana de gaig blau (Coracias garrulus) amb unes 30 parelles, l'esparver cendrós (Circus pygargus) amb 0-2 parelles, el 20% de la població de terrerola comú (Calandrella brachydactyla) amb unes 175 parelles, l'única població reproductora de trenca (Lanius minor) a Catalunya i Espanya i presència històrica de parelles de xoriguer petit (Falco naumanni) (nidificants al Mas de Vinfaro i al Corral d'Alfés des del 1998 al 2003) tot i que durant el 2009 no es va constatar la presència de cap parella reproductora. La població de calàndria (Melanocorypha calandra) és també molt important, amb unes 527 parelles. Apareix l'àguila marcenca (Circaetus gallicus) amb una població d'1 a 5 parelles. Petits grups de sisons (Tetrax tetrax) utilitzen les zones planes cerealistes d'aquest espai durant l'hivern. També hostatja l'única població de ganga (Pterocles alchata) formada per 50-60 parelles (de 90 a 130 exemplars a l'hivern). Altres aus d'interès sedentàries i nidificants són el siboc (Caprimulgus rufficollis), la merla roquera (Monticola solitarius), el còlit ros (Oenanthe hispanica), el pardal roquer (Petronia petronia), el falcó pelegrí (Falco peregrinus), la gralla de bec vermell (Pyrrocorax pyrrocorax) i la terrerola rogenca (Calandrella rufescens) que amb una població entre 175 i 300 parelles representa la pràctica totalitat d'individus de les Terres de Lleida i el 15% de la població catalana, així com la cogullada fosca (Galerida theklae). La Timoneda d'Alfés és un indret especialment singular dins d'aquesta ZEPA, ja que s'hi troben set de les nou espècies europees de la família dels Alàudids. Destaca per ser l'hàbitat òptim de l'alosa becuda (Chersophilus duponti) a Catalunya; encara que des de l'any 2006 no hi ha hagut cap contacte amb aquesta espècie.
Altres aus més comunes però també interessants en aquest tipus d'ambients són la guatlla (Coturnix coturnix) i l'abellerol (Merops apiaster). En àrees de vegetació natural també trobem el tallarol de garriga (Sylvia cantillans), la tallareta cuallarga (Sylvia undata) o el botxí (Lanius excubitor). L'abundància de preses (guatlles, perdius, conills, rèptils, invertebrats de mida gran, etc.) és una garantia de la presència de diverses espècies de rapinyaires. D'interès són les poblacions locals d'àguila daurada (Aquila chrysaetos), àguila cuabarrada (Hieraetus fasciatus). A l'època estival, destaquen l'àguila marcenca (Circaetus gallicus), l'esparver cendrós (Circus pygargus), el falcó mostatxut (Falco subbuteo); a l'hivern, l'esmerla (Falco columbarius), l'arpella pàl·lida (Circus cyaneus) i el ja citat falcó pelegrí (Falco peregrinus). Les parets que envolten el tram de Riu Set conté alguns territoris de l'escàs còlit negre (Oenanthe leucura) circumscrit a Catalunya a zones del migjorn tarragoní i lleidatà. Aquesta espècie també apareix a la Vall de Matxerri.